# Kutusoworden

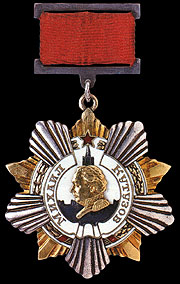
Kutusoworden Erster Klasse (erste Variante)

Der Kutusoworden (russisch Орден Кутузова/ Orden Kutusowa) war einer der höchsten Militärorden der Sowjetunion. Benannt wurde er nach dem russischen General Kutusow.
Er wurde in der ersten und zweiten Klasse am 29. Juli 1942, in seiner dritten Klasse am 8. Februar 1943 von der sowjetischen Regierung unter Josef Stalin gestiftet. Der Kutusoworden war nur für die Verleihung an Marschälle, Generale und Offiziere bestimmt.
Die Verleihung des Ordens der ersten Klasse geschah nur an Front- und Armeebefehlshabern, deren Stellvertreter und Stabschefs. Für die Verleihung des Kutusowordens in der ersten Klasse musste eine gut ausgearbeitete und durchgeführte Frontoperation geschehen, bei der der Feind eine Niederlage erleidet. Die zweite Klasse kann an Korps-, Divisions- und Brigadekommandeure und deren Stabschefs für besondere Hartnäckigkeit bei Gegenangriffen eines überlegenen Gegners verliehen werden. Der Kutusoworden Dritter Klasse blieb für Initiative in einem befohlenen Gefecht vorbehalten, um nur einige Verleihungsgründe aufzuführen.

## Gestaltung des Ordens

### Ordensstern
| Erste Klasse | Zweite Klasse | Dritte Klasse |
| ------------ | ------------- | ------------- |
|              |               |               |

Das Ordenszeichen besteht in allen drei Klassen aus einem gewölbten Stern mit aufgelegtem Medaillon, bei dem die Zwischenräume mit Strahlenbündel gefüllt sind. Das Rundbild hat in der ersten und zweiten Klasse einen Durchmesser von 27 mm und in der dritten Klasse einen Durchmesser von 25 mm. Es zeigt ein, nach links gewandtes, Porträt Kutusows vor der Kremlmauer. Über dem Kopf Kutosows ist die Spitze eines Kremlturms zu sehen, der in der ersten und zweiten Klasse von einem rot emaillierten Stern gekrönt wird. Auf der Umschrift steht МИХАИЛ КУТУЗОВ (deutsch: Michail Kutusow). In der ersten und zweiten Klasse befindet sich die Umschrift auf einem weißen Emailering. Im Gegensatz zur dritten Klasse weist der Ordensstern in diesen beiden Klassen das Porträt auf einem weiß emaillierten Feld auf. Zusätzlich weist das Ordenszeichen Erster Klasse zwischen der Umschrift und dem Stern einen weißen Emailering auf, auf dem sich auf der linken Seite ein Lorbeer- und auf der rechten Seite ein Eichenlaubkranz befindet. Beide werden im unteren Teil von roten Bändern gehalten. Der Ordensstern besteht in der ersten Klasse aus Gold (Stern) und Silber (Kreml und Strahlenbündel), in den beiden anderen Klassen nur aus Silber.

### Ordensspange
| Erste Klasse | Zweite Klasse | Dritte Klasse |
| ------------ | ------------- | ------------- |
|              |               |               |

Die Grundfarben der Ordensspange (Bandschnalle) waren Blau und Orange. In der ersten Klasse hatte die Spange einen 5 mm breiten orangefarbenen Mittelstreifen. In der zweiten Klasse befanden sich zwei, jeweils 3 mm breite, Randstreifen. Die dritte Klasse hatte einen Mittel- und zwei Randstreifen, die jeweils eine Breite von 2 mm aufwiesen.

## Verleihung
Der Kutusoworden Erster Klasse wurde ungefähr 660-mal verliehen, in der zweiten und dritten Klasse jeweils ca. 3.300-mal.

### Dreifacher Träger des Orden Erster Klasse
- Marschall der Sowjetunion Wassili Danilowitsch Sokolowski

### Zweifache Träger des Ordens Erster Klasse
unter anderem:
- Marschall der Sowjetunion Andrei Antonowitsch Gretschko
- Marschall der Sowjetunion Iwan Stepanowitsch Konew
- Marschall der Sowjetunion Kyrill Semjonowitsch Moskalenko
- Marschall der Sowjetunion Matwei Wassiljewitsch Sacharow